# Karl Rune Nordkvist
Karl Rune Nordkvist, född 12 september 1920 i Ramsjö, död 21 juni 1997 i Bollnäs, var en svensk författare.

## Manus till TV-serier
- 1987 – Paganini från Saltängen (TV-serie)

## Priser och utmärkelser
- 1952 – Tidningen Vi:s litteraturpris
- 1958 – Boklotteriets stipendiat
- 1959 – Tidningen Vi:s litteraturpris
- 1973 – Östersunds-Postens litteraturpris
- 1978 – Litteraturfrämjandets stora romanpris
- 1980 – De Nios Vinterpris
- 1980 – Gunvor Anérs litteraturpris
- 1981 – Dan Andersson-priset
- 1982 – ABF:s litteratur- & konststipendium
- 1983 – Signe Ekblad-Eldhs pris
- 1984 – Hedenvind-plaketten
- 1985 – Litteraturfrämjandets stora pris
- 1991 – Ivar Lo-priset